# 谷山駅 (鹿児島県)
谷山駅（たにやまえき）は、鹿児島県鹿児島市谷山中央一丁目にある、九州旅客鉄道（JR九州）指宿枕崎線の駅である。

## 歴史
- 1930年（昭和5年）12月7日：指宿線として西鹿児島（現・鹿児島中央）駅 - 五位野駅間が開業したのに伴い、鹿児島郡谷山町大字上福元に谷山駅として鉄道省が開設[4][5]。
- 1963年（昭和38年）10月31日：指宿線が指宿枕崎線へ改称、同線の駅となる[6]。
- 1971年（昭和46年）2月1日：貨物取扱廃止[6]。
- 1985年（昭和60年）
  - 2月20日：鉄骨造平屋建ての2代目駅舎供用開始[7][8]
  - 3月14日：荷物扱い廃止[6]。
- 1987年（昭和62年）4月1日：国鉄分割民営化に伴い、九州旅客鉄道（JR九州）の駅となる[6]。
- 2011年（平成23年）10月22日：高架化工事にともない谷山駅周辺450 mが仮線に切り替わり、同時にそれまで使用されてきた上り線のホームが閉鎖され仮設ホームが設置される[9]。
- 2012年（平成24年）
  - 7月7日：高架化工事にともない約1,050 mが仮線に切り替わり、下り線のホームが閉鎖され仮設ホームが設置される[10]。
  - 12月1日：ICカード「SUGOCA」の利用が可能となる[11]。
- 2014年（平成26年）1月25日：高架化工事に伴い、駅舎が従来の駅舎の北側に建設された仮駅舎へ移転。前日まで使われていた2代目の駅舎は順次解体された[12]。
- 2016年（平成28年）3月26日：慈眼寺駅寄りに100 m移動し、高架駅での営業を開始[1]。
- 2019年（令和元年）
  - 8月13日：幼少期を谷山地区で過ごした吉田拓郎の楽曲である「夏休み」を8時から20時の毎正時に構内放送として開始（9月末まで）[13]。
  - 10月27日：吉田拓郎「夏休み」を接近メロディとして使用を開始。
- 2020年（令和2年）5月30日：駅遠隔案内システム（Smart Support Station）「ANSWER」の導入に伴い、朝・夕の一部時間帯以外無人化[3][14]。

## 駅構造
島式ホーム1面2線を有する高架駅。
JR九州サービスサポートによる業務委託駅であり、みどりの窓口が設置されているが、一部時間帯のみの営業である。2020年5月30日より駅遠隔案内システム（Smart Support Station）「ANSWER」の導入に伴い一部時間帯を除き無人化された。
IC乗車カード「SUGOCA」の利用が可能（相互利用可能ICカードはSUGOCAの項を参照）で、自動改札機が設置されている。SUGOCAは指定席券売機や自動券売機（無記名式のみ）で購入できる。なお、JRグループのフル規格自動改札機設置駅としては当駅が最南端である（簡易IC改札機設置駅最南端は喜入駅）。
タッチパネル式の自動券売機が2台設置（そのうち1台は指定席券売機）、ICカード・オレンジカード対応近距離用券売機）、改札内にはICカードチャージ機が設置されている。

### のりば
| 番線 | 路線        | 方向 | 行先                 |
| ---- | ----------- | ---- | -------------------- |
| 1    | ■指宿枕崎線 | 下り | 喜入・指宿・枕崎方面 |
| 2    | ■指宿枕崎線 | 上り | 鹿児島中央方面       |

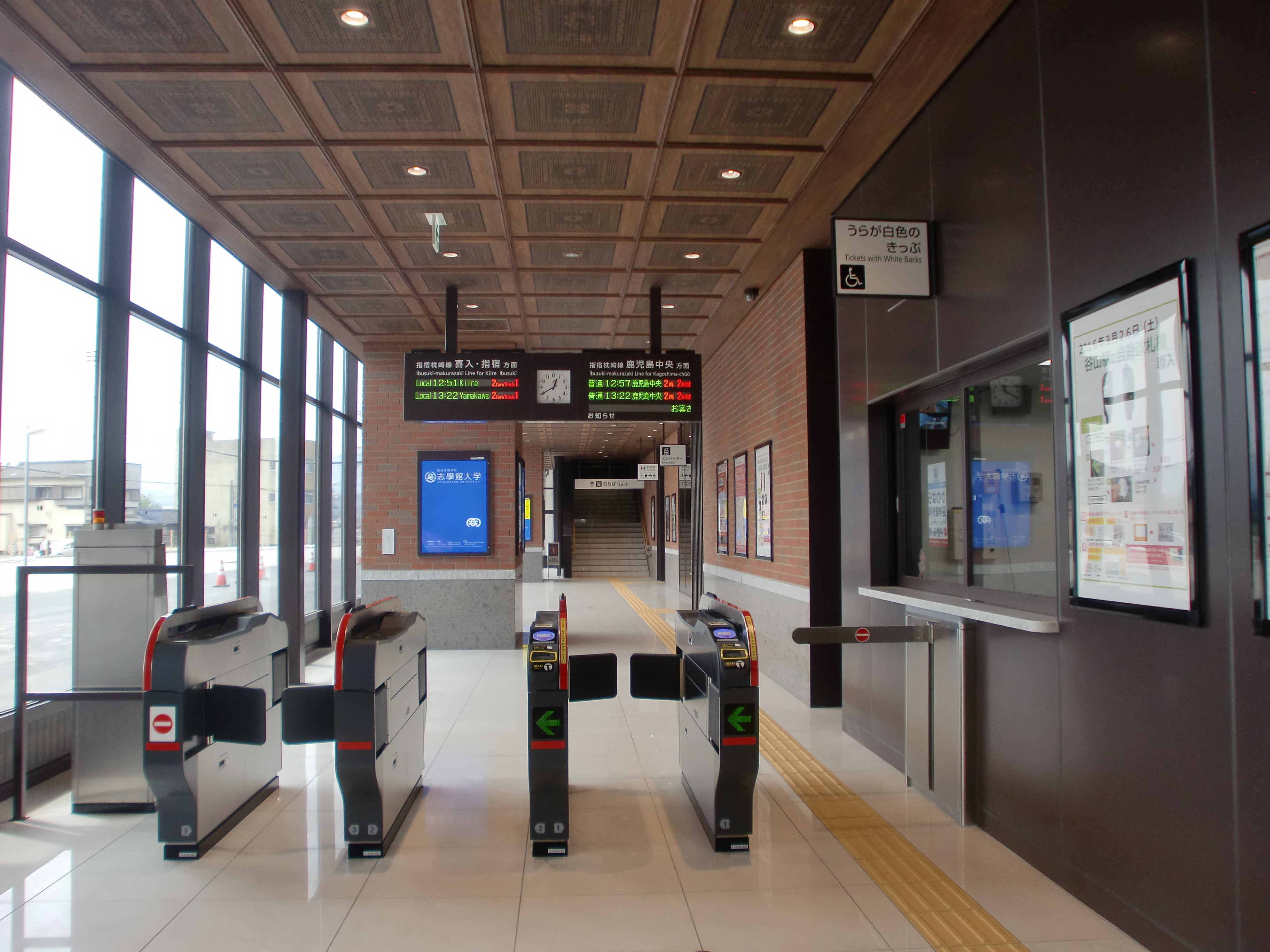
改札口（2016年3月）
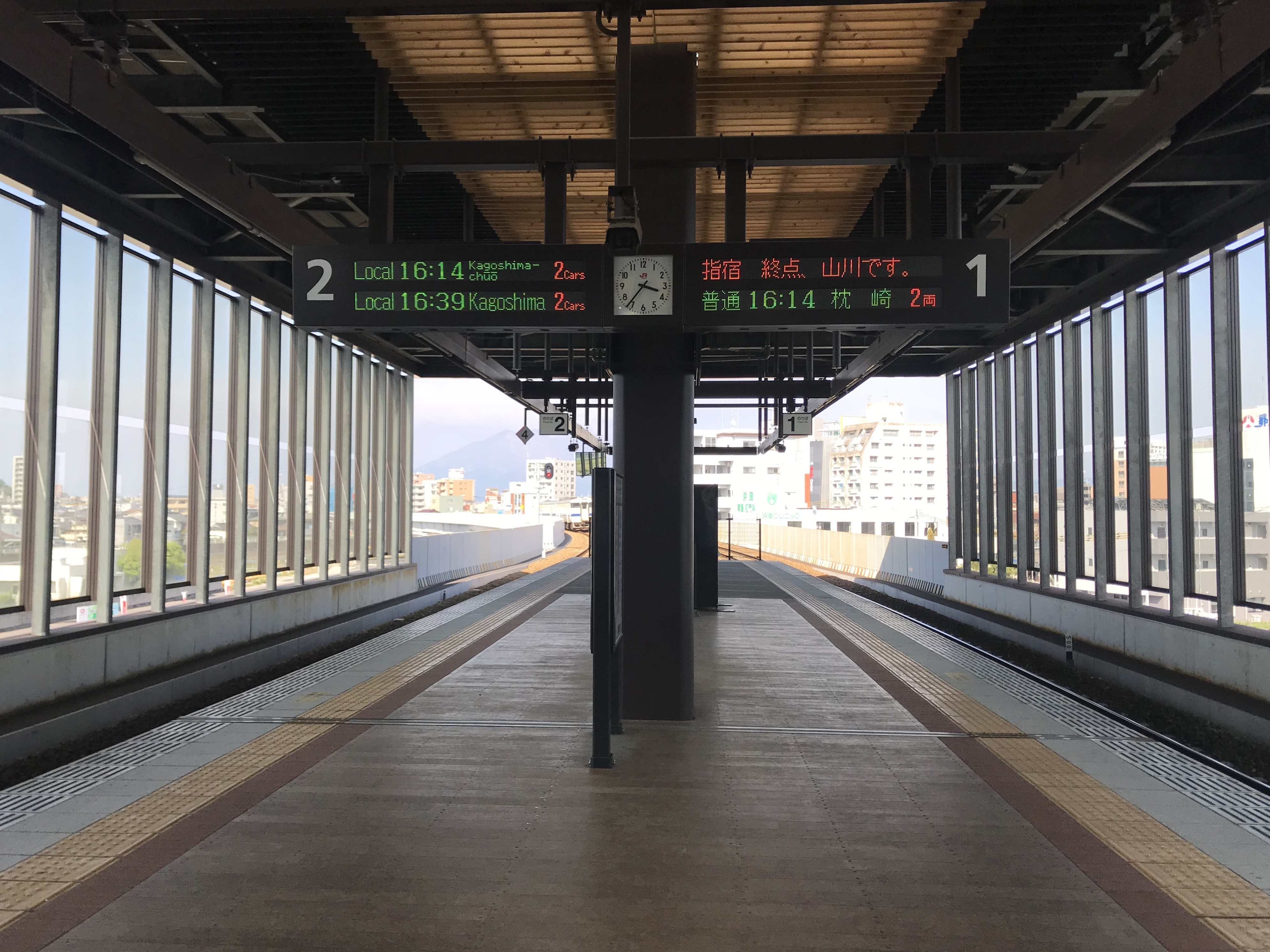
ホーム（2018年5月）
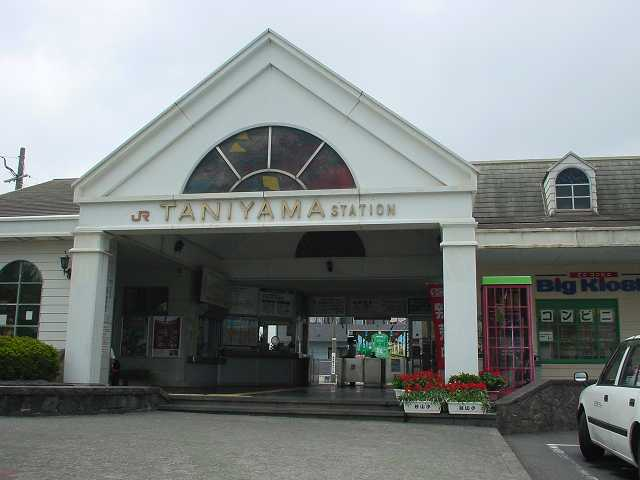
旧2代目駅舎（2011年11月）
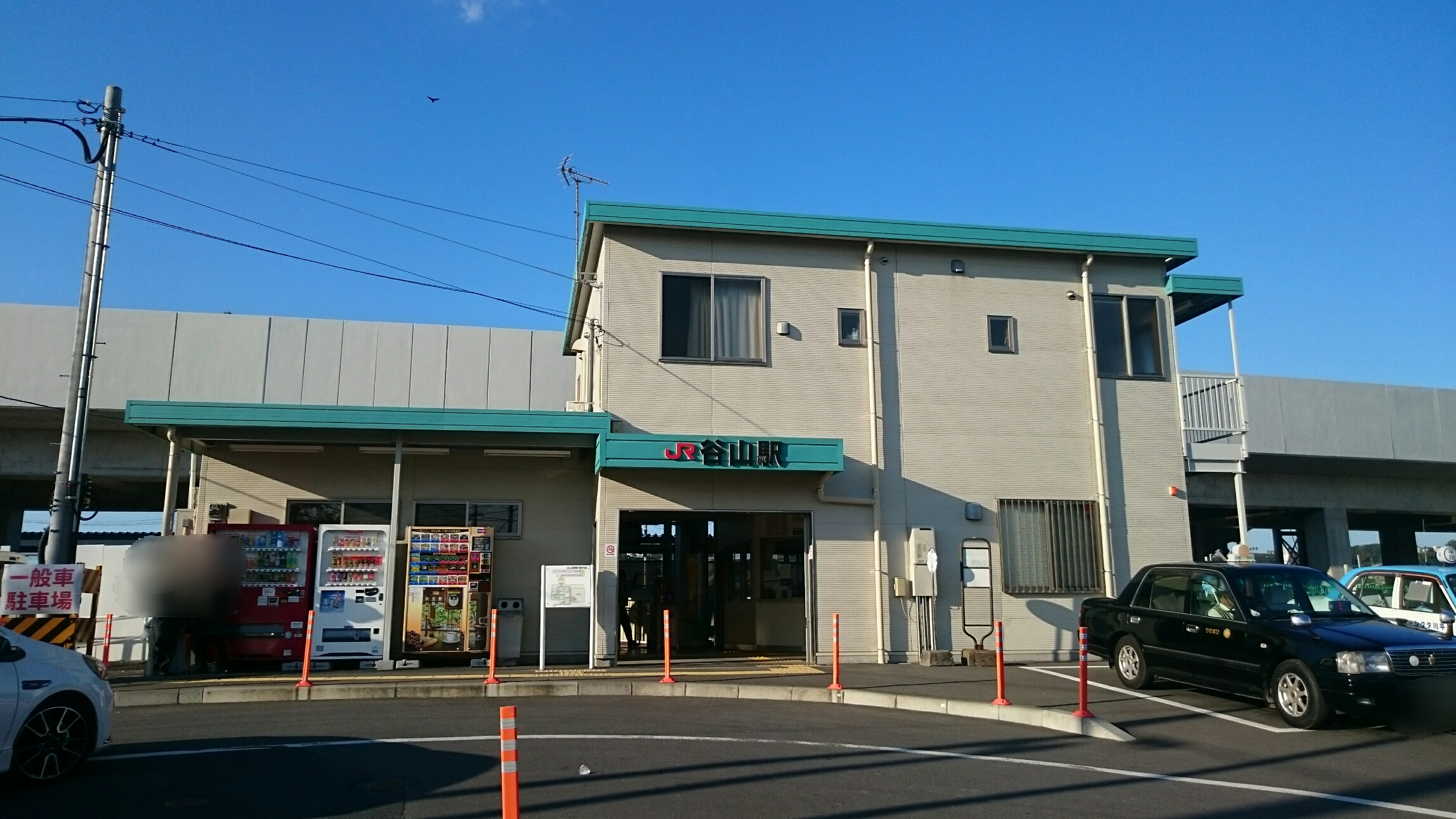
高架化工事の際の仮駅舎（2015年12月）
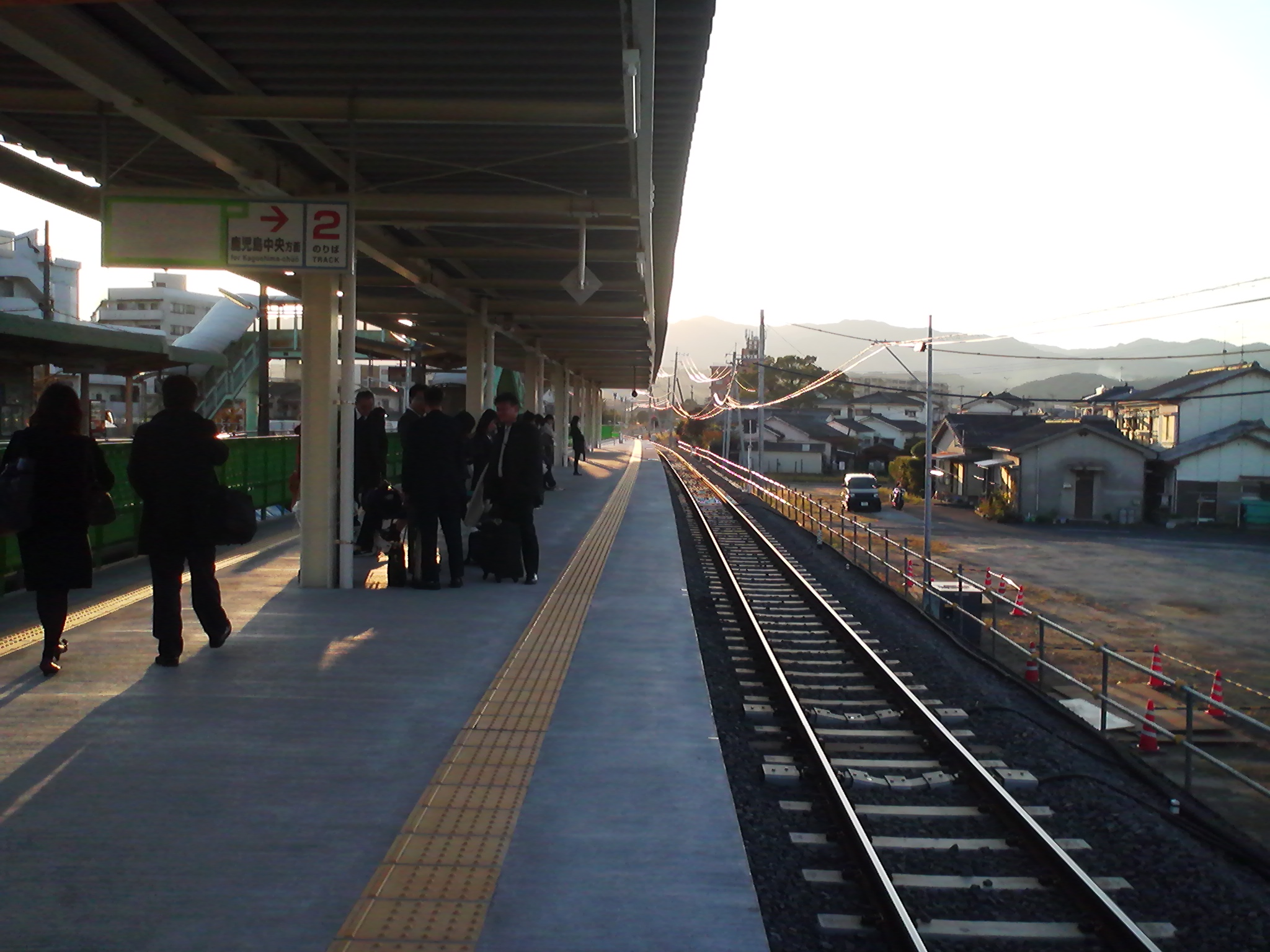
高架化工事の際の仮設ホーム（2011年11月）

## 利用状況
2023年度の1日平均乗車人員は3,241人である。
| 年度 | 1日平均 乗車人員 | 1日平均 乗降人員 |
| ---- | ---------------- | ---------------- |
| 2000 | 2,384            |                  |
| 2001 | 2,436            |                  |
| 2002 | 2,373            |                  |
| 2003 | 2,416            |                  |
| 2004 | 2,463            |                  |
| 2005 | 2,570            |                  |
| 2006 | 2,545            |                  |
| 2007 | 2,612            | 5,256            |
| 2008 | 2,600            | 5,252            |
| 2009 | 2,635            | 5,309            |
| 2010 | 2,687            | 5,410            |
| 2011 | 2,677            | 5,404            |
| 2012 | 2,632            | 5,320            |
| 2013 | 2,657            | 5,367            |
| 2014 | 2,498            | 5,044            |
| 2015 | 2,521            | 5,089            |
| 2016 | 2,594            |                  |
| 2017 | 2,675            |                  |
| 2018 | 2,775            |                  |
| 2019 | 2,772            |                  |
| 2020 | 2,546            |                  |
| 2021 | 2,640            |                  |
| 2022 | 2,956            |                  |
| 2023 | 3,241            |                  |

## 駅周辺
旧谷山市（現鹿児島市）の市街地が駅から国道225号線沿いに南方向へ延びている。谷山は市内の中でも大きい住宅街で、谷山駅から五位野駅付近まで通勤、通学の需要が大きく、列車の本数が多い。指宿枕崎線がその住宅街の中を通っているうえ、昔からの住宅街のために車道が狭く、渋滞が起こりやすい。そのため谷山駅 - 慈眼寺駅間の高架を含めた再開発が検討された。このうち谷山駅 - 慈眼寺駅間の高架化については2008年（平成20年）12月に工事が始まり、2016年（平成28年）3月26日に完成した。同時に駅舎も従来よりも南側に移転し、エレベーターと上り専用のエスカレーター1基をバリアフリー対策として新しく設置した。
- 鹿児島市役所谷山支所
- 鹿児島南郵便局（日本郵便鹿児島南支店併設）
- 鹿児島情報高等学校
- 鹿児島県立鹿児島南高等学校
- 鹿児島県立開陽高等学校
- ラ・サール中学校・高等学校
- タイヨー 小松原店
- 永田川

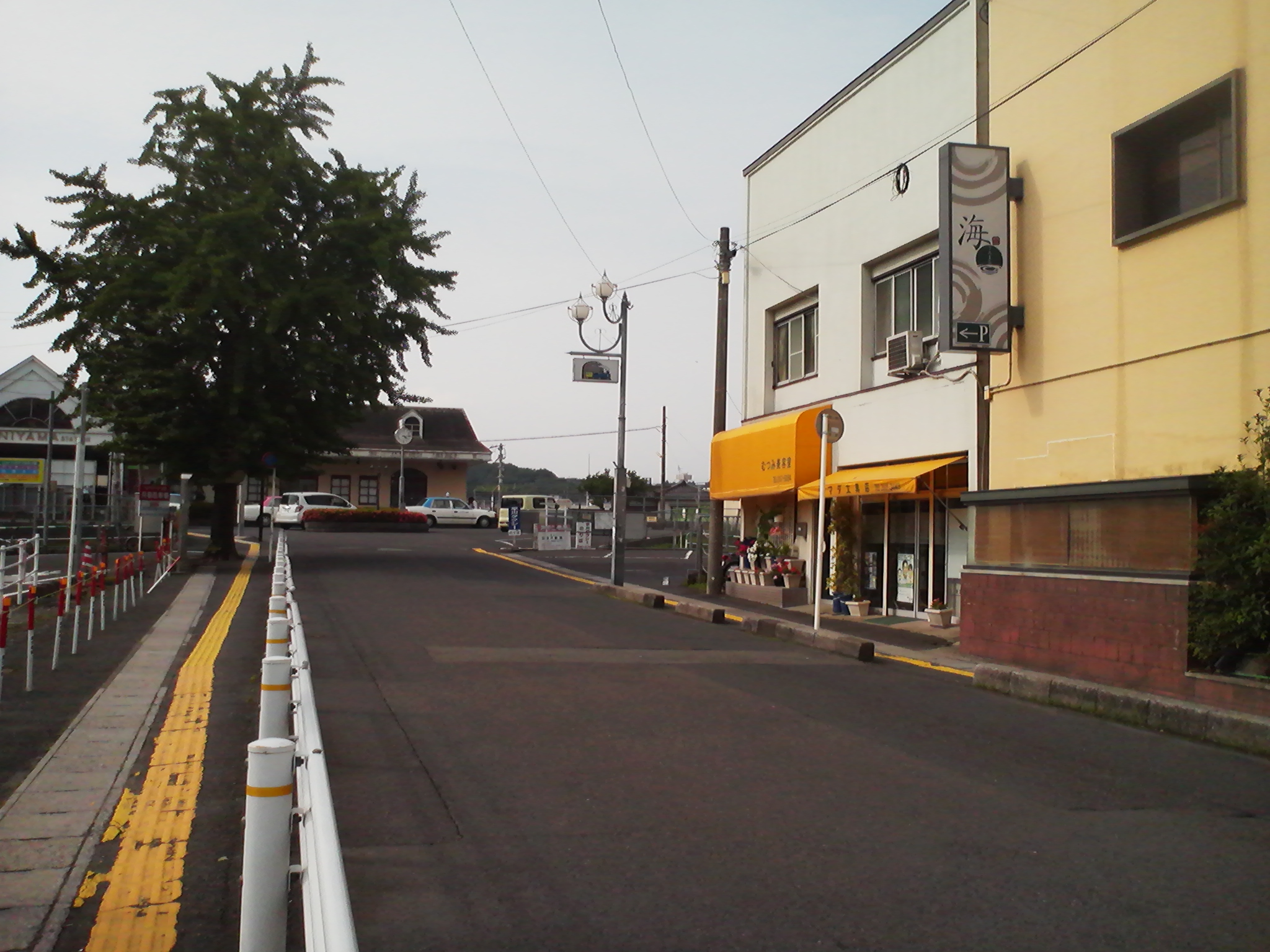
旧駅舎時代の谷山駅前（2011年6月）
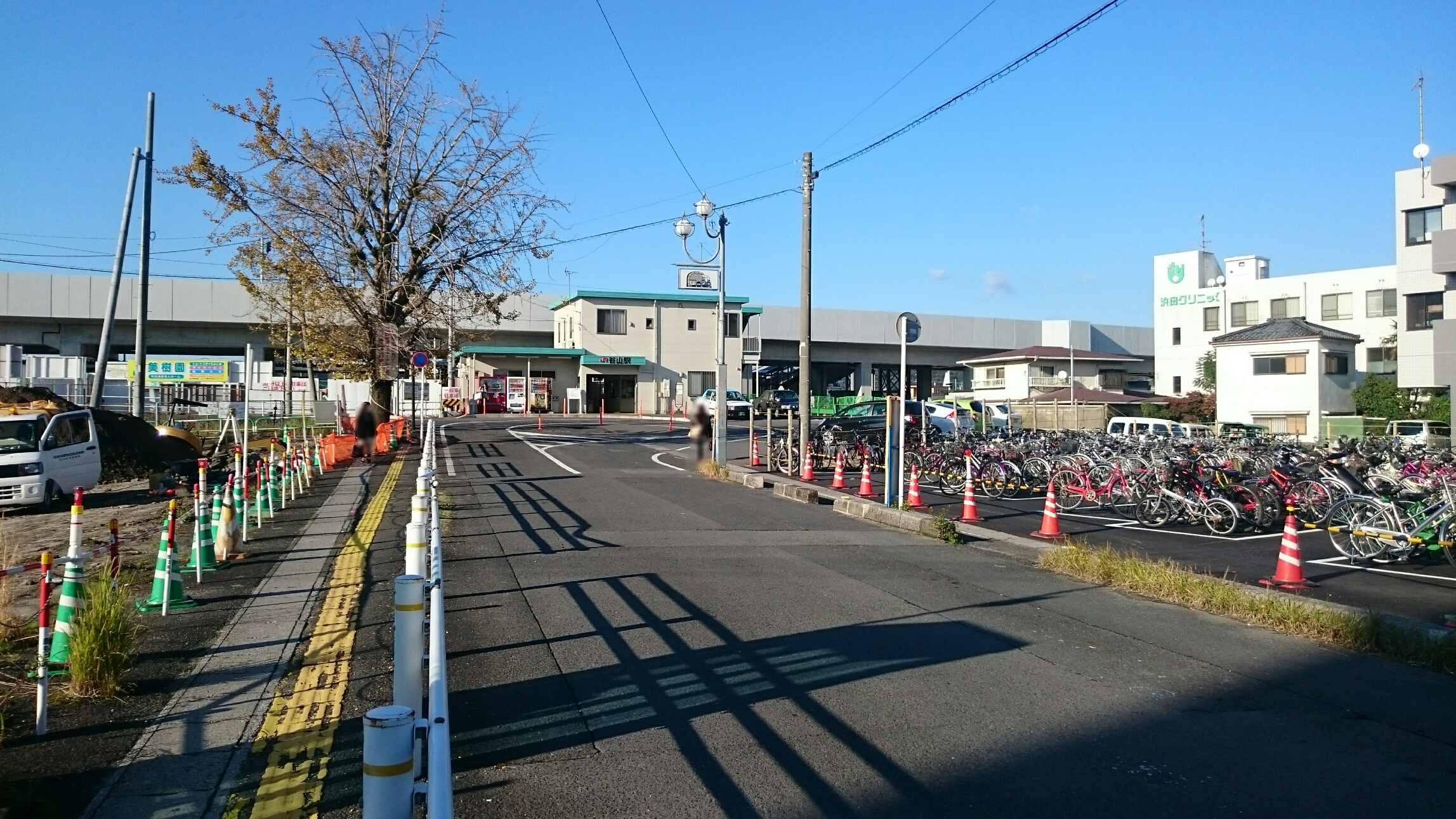
仮設駅舎時代の谷山駅前（2015年12月）

## バス路線
鹿児島交通と鹿児島市営バスの2つの運行バス会社を持つ谷山駅前バス停が利用可能である。
（下記は各系統の行先）

### 谷山駅前バス停
| 谷山駅前バス停（上り）−鹿児島県鹿児島市谷山中央一丁目 |                          |                    |            |
| 系統番号                                              | 経由地                   | 行先               | 運行       |
| 1                                                     | 脇田・県庁前             | 鹿児島駅前         | 鹿児島交通 |
| 2                                                     | 脇田・騎射場             | 水族館前           | 鹿児島交通 |
| 2                                                     | 脇田・騎射場             | 鹿児島駅前         | 鹿児島交通 |
| 6                                                     | 脇田・騎射場             | 金生町             | 鹿児島交通 |
| 6-2                                                   | 脇田・騎射場             | 市役所前           | 鹿児島交通 |
| 6-3                                                   | 脇田・県庁前             | 鹿児島駅前         | 鹿児島交通 |
| 7                                                     | 脇田・騎射場             | 金生町             | 鹿児島交通 |
| 11                                                    | 中山校前・鹿児島中央駅   | 鹿児島駅前         | 鹿児島交通 |
| 21                                                    | 谷山電停                 | イオン鹿児島       | 鹿児島交通 |
| 21                                                    | 谷山電停                 |                    | 鹿児島交通 |
| 37                                                    | 谷山電停                 | イオン鹿児島       | 鹿児島交通 |
| 39                                                    | 谷山電停                 | イオン鹿児島       | 鹿児島交通 |
|                                                       | 谷山電停                 |                    | 鹿児島交通 |
| 市14                                                  |                          | 谷山電停           | 鹿児島市営 |
| 種別                                                  | 経由地                   | 行先               | 運行       |
| 特急                                                  | 鹿児島中央駅・天文館     | 金生町             | 鹿児島交通 |
| 準急                                                  | 鹿児島中央駅・天文館     | 金生町             | 鹿児島交通 |
| 普通                                                  | 鹿児島中央駅・天文館     | 金生町             | 鹿児島交通 |
| 普通                                                  | 大門口                   | 金生町             | 鹿児島交通 |
| 谷山駅前バス停（下り）−鹿児島県鹿児島市谷山中央二丁目 |                          |                    |            |
| 系統番号                                              | 経由地                   | 行先               | 運行       |
| 1                                                     | 坂之上・平川             | 平川星和台         | 鹿児島交通 |
| 2                                                     | 坂之上・影原             | 動物園             | 鹿児島交通 |
| 6                                                     | 恵比須中央・慈眼寺公園前 | 慈眼寺団地         | 鹿児島交通 |
| 6                                                     | 生協病院前・慈眼寺公園前 | 慈眼寺団地         | 鹿児島交通 |
| 6-2                                                   | 新和田橋・慈眼寺公園前   | 慈眼寺団地         | 鹿児島交通 |
| 6-3                                                   | 新和田橋・慈眼寺公園前   | 慈眼寺団地         | 鹿児島交通 |
| 7                                                     | 坂之上・国際大学前       | 慈眼寺団地         | 鹿児島交通 |
| 11                                                    | 谷山電停                 | イオン鹿児島       | 鹿児島交通 |
| 11                                                    | 谷山電停                 |                    | 鹿児島交通 |
| 21                                                    | 中山校前・星ヶ峯南       | 星ヶ峯ニュータウン | 鹿児島交通 |
| 37                                                    | 中山校前・星ヶ峯南       | 星ヶ峯ニュータウン | 鹿児島交通 |
| 39                                                    | 中山団地・皇徳寺公民館前 | 皇徳寺小前         | 鹿児島交通 |
| 39                                                    | 中山団地・皇徳寺公民館前 | 春山東             | 鹿児島交通 |
| 市14                                                  | 新和田橋・慈眼寺公園前   | 慈眼寺団地         | 鹿児島市営 |
| 種別                                                  | 経由地                   | 行先               | 運行       |
| 特急                                                  | 坂之上・川辺             | 枕崎               | 鹿児島交通 |
| 準急                                                  | 伊作                     | 加世田             | 鹿児島交通 |
| 普通                                                  |                          | 伊作               | 鹿児島交通 |
| 普通                                                  | 坂之上・川辺高校         | 枕崎               | 鹿児島交通 |
| 普通                                                  | 平川・知覧               | 特攻観音入口       | 鹿児島交通 |
| 普通                                                  | 平川・喜入               | 山川桟橋           | 鹿児島交通 |

## その他
- 連続立体化工事
  - 鹿児島市が約180億円を負担した市単独の立体化事業である。

## 隣の駅
九州旅客鉄道（JR九州）
■指宿枕崎線
■快速「なのはな」・■普通
宇宿駅 - 谷山駅 - 慈眼寺駅